# Pölsan (roman)
Pölsan är en roman av Torgny Lindgren från 2002. Den utspelar sig i princip år 2001 men består av en gammal mans berättelse om vad som hänt 1947–48, när lungsoten härjade i Västerbotten, och två mäns sökande efter den yttersta och slutgiltiga pölsan. Värst är viltpölsan i Morken, som huvudsakligen baseras på kokta och malda ekorrar. Bäst men samtidigt farligast pölsa (eftersom den innehåller lungsot) serveras hos Ellen i Lillsjöliden.

## Utdrag
Pölsa, upprepade han med blicken riktad på smörgåsen, det ordet har jag aldrig fått lära mig.
Det är ett av språkets vanligaste ord, sade Eva. Hon hade satt sig på vedbänken vid spisen.
Den smälter mellan gommen och tungan, sade Robert Maser. I Mecklenburg skulle vi säga sylta. Pölsan är nog den läckraste sylta jag smakat i hela mitt liv.
Min pölsa, sade hon, är branog simpel. Det finns pölsan som är betydligt bättre. Och det finns pölsan som stort sett är bäst. Sedan finns det också pölsan som är den yppersta. Men henne kan man inte tala om.
När Robert ätit upp de båda smörgåsarna och tömt tekoppen lade han två kronor på kanten av blomfatet under julkaktusen.
Det börjar bli kallt, sade han sedan. Jag måste finna ett hus där jag kan bo.
Jo, sade Eva. Det finns sju årstider. En vår, en sommar, en höst och fyra vintrar.
I Mecklenburg, sade han, kunde vi aldrig upptäcka mer än fyra årstider.
I tidningen såg jag att folket äter hästkadaver i Tyskland, sade hon. Men det stod inte om de kokar eller steker.
De flesta kokar, sade han. Sedan mal man det kokta köttet i köttkvarnen till en brungrå sörja. Man äter med sked.
Men jag vet ett hus, sade hon. Det står tomt, Matilda Holmström har gett mig nyckeln. Om någon skulle vilja. Det är ingenting märkvärdigt. Det är bara ett hus.

Fyra väggar och ett tak, sade han, det är allt jag behöver. I Tyskland finner man ofta tre väggar och ett halvt tak. Eller fyra väggar men inget tak. Eller ett tak med två väggar.

## Källhänvisningar
1. ↑  "Torgny Lindgren". NE.se. Läst 13 november 2014.
2. ↑  Ur fjärde kapitlet.